# Фолдал (тауншип, Миннесота)
Фолдал (англ. Foldahl) — тауншип в округе Маршалл, Миннесота, США. На 2000 год его население составило 94 человека.

## География
По данным Бюро переписи населения США площадь тауншипа составляет 94,0 км², из которых 94,0 км² занимает суша, водоёмов нет.

## Демография
По данным переписи населения 2000 года здесь находились 94 человека, 36 домохозяйств и 25 семей. Плотность населения —  1,0 чел./км². На территории тауншипа расположено 45 построек со средней плотностью 0,5 построек на один квадратный километр. Расовый состав населения: 100,00 % белых.
Из 36 домохозяйств в 27,8 % воспитывались дети до 18 лет, в 66,7 % проживали супружеские пары, в 2,8 % проживали незамужние женщины и в 27,8 % домохозяйств проживали несемейные люди. 27,8 % домохозяйств состояли из одного человека, при том 16,7 % из — одиноких пожилых людей старше 65 лет. Средний размер домохозяйства — 2,61, а семьи — 3,23 человека.
27,7 % населения младше 18 лет, 3,2 % в возрасте от 18 до 24 лет, 26,6 % от 25 до 44, 20,2 % от 45 до 64 и 22,3 % старше 65 лет. Средний возраст — 40 лет. На каждые 100 женщин приходилось 118,6 мужчин. На каждые 100 женщин старше 18 приходилось 112,5 мужчин.
Средний годовой доход домохозяйства составлял 34 286 долларов, а средний годовой доход семьи —  40 833 доллара. Средний доход мужчин —  28 250  долларов, в то время как у женщин — 21 875. Доход на душу населения составил 14 870 долларов. За чертой бедности не находилась ни одна семья и 2,0 % всего населения тауншипа, из которых 9,1 % старше 65 лет.